# 施伯谟

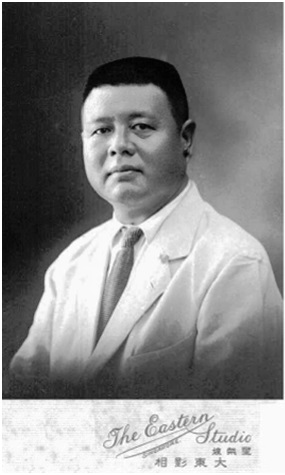
施伯謨在新加坡

施祖皋（1881年—1940年），字伯谟，江苏崇明县（在今上海市境）人，清代末科貢生，民国时期词学家，中華書局新加坡分局经理。琵琶博士施予龄的堂兄。

## 生平
1881年，施伯谟生于江苏 上海市 崇明县 小竖河镇令风旗施家庙。宅前竖有一个高大的旗杆作为标记，令风旗施家曾经是乡间的书香门第大户人家，施氏先祖历代都在这里耕读。施伯谟的祖父和父亲都是前清秀才和私塾先生，幼年的伯谟就在祖父和父亲的膝下启蒙。伯谟中了清代末科貢生後不久，科举废除，光绪帝去世，施伯谟於1910年就读於上海龍門師范，两年後毕业，回崇明在縣立師范任教。1916年，施伯谟在上海務本女子中学（注：上海市二女中）任教。1918年，担任江苏省立甲科商業学校教员兼实习商店主任。
辛亥革命成功後，孫中山先生的好友，南洋閩籍侨領吳世榮先生, 大力提倡为華僑婦女就業而奔走。
1919年，在馬来亚梹郎屿（Penang）光華日報主编陈宗山推荐下，施伯谟辞去了教职，率领几位有经验的織布女工和一名工程师，带上織布机离开上海赴梹榔屿筹备織布廠，同时也推銷國貨公司的日用品二百多種，价值约两千银元。伯谟曾有这样的解释：“一人北上得官發財，衆人随之，惟恐不速。予（注：我）不出門則己，欲出門，須行萬里，自食其力。予獨南去，争取外滙，为國振興”。不料人事更变，計划不善，半年了，人虽到，纱还没到，不能開工。又因为匯率不好，國貨只能賤價赊出,投資去開拓橡胶圜又失敗。没办法，施伯谟在吉隆坡和梹郎屿再次拿起了教鞭，担任吉隆坡(Kuala Lumpor)中学教师。當時上海中華書局与商務印書馆競爭，中文教科書曾经一度畅销。
1921年，侨领章希泉涉及到诉讼，上海中華書局怕耽誤营業，在新加坡分局业务主任，龍門師范同学李默非的推荐下，施伯谟接任了中華書局分局经理。为了推广書局业务，施伯谟到过当时的英属 Singapore, Penang, Kuala Kubu, Johore Bahru, Kotatinggi, Batupahat, Muar, Malacca, Kuala Lumpor, Ipoh, Taiping, Malay Peninsula, Klang, Sungei Patani, 荷屬 Java Island, Batavia, Semarang, Soerabja, Sumatra, Medan, Kerimon, Bengkalis, Selatpandjang, 法屬Salgon, Cholon 等地。可以这样说“仗劍天涯十年夢，飘蓬世外一身輕”。施伯谟志在英属馬來亞和荷属印度尼西亞一带推廣華文教学，大力介绍江浙廣東福建南下的教员，施伯谟同時兼任新加坡華僑中学教员，专授詩词國文。因为当时英語学校不受当地政府的限额，施伯谟就設立國語夜校，由南洋英文女校校長兼教员杭州人程幸今担任英語講解。程幸今童年时跟司徒雷登（John Leighton Stuart）的母亲学过英语，也就读过燕京大学教育科。施伯谟采用國語留聲機課本，加注音字母，教國文与會話。广告一出，僑界踴躍，首期学生竟多達七八十人，其中也有在职的馬來人及印度人。
同时，中华書局经营了多年后，業务也颇有振兴。当时，三民主義英文版己流入馬來亞，辛亥革命胜利後出版的華文書籍和國内新文化报刊涉及到“不平等条约与经济侵略”，为此当地政府民政厅多次到中華書局查禁。施伯谟据理力爭，程幸今用英语翻译，幸亏民政厅中有華文学校的学生，人以“和为贵”，查禁得到通過。施伯谟在南洋的僑界，商界和学界中结识了不少朋友，为他们接风洗尘，聚会送行和调停纠纷。宴请頻頻，举酒须逢知己醉，施伯谟常在聚会酒后赋诗，又常在南洋商報上緝文作词，大约有一百二，三十首。
1929年，施伯谟突患脑中风，开始在新加坡治疗，几个月以后，慢慢可以行走了。于是在年底间他辞职回国。在上海养病其間，施伯谟汇集了南洋考察所得的资料，著成了《天南回憶録》一書。十年中，经水陆两路，施伯谟考察各地的風土人情，賦詩寄興，遍游了南洋諸島，對馬來亞包括新加坡的寺院，农業，工業，礦業，商業，都市，植物園，河川湖池，水陸交通，當地法律，殖民政府推行的政策，以及僑胞艰苦創業和各地華文教育等，作了实地調查。施伯谟还拜谒了 爪哇 中部三宝垅的郑和墓，在“雁阵低云，牛眠斜日，美人迟暮"的场景下怀念那位“舟来一叶，旗拔三军”的伟人，“唏嘘凭吊，低徊不忍去”。 1925年路过巴達维亞城 (即雅加達) 时，他又特意来到红河，憑弔数萬名1740年被杀害的南洋僑民，以河滿子调作悼詞，祭千秋英靈。施伯谟认为，“平暴力，息戰爭, 唯有集信仰之大成，人心歸向，天下為公，世界方可大同”。《天南回忆录》書中，都有一一记载。
施伯谟对中華词学有深厚的造诣，而且他也喜欢呼笙拨弦，弹琵琶拉二胡。在中华书局任职和兼任华侨中学国学教师的时侯，每天在课余时间里， 施伯谟就会孜孜執筆，收集舊稿，填写新詞，前后一共撰写了小令，中調和長調共八十二譜，詞九十多首。他认为古词为王侯享用，不描述平民百姓的辛劳，他就以渔夫樵农桑妇和织女甚至乞丐作题，从而来弥补古词的不足。施伯谟用小楷書写的原稿被编成了一集《碩果齋詞》，書名由葉恭绰来题写。1932年出版时，他把伯谟两字拆成莫言白人, 并刻一鈐印，自嘲“莫白人言即是吾”。詞，是中華文库的一件魁宝。既是詩的变體，又遠過於詩。词有短有長，或平或仄，既可以附上音律韻譜，也可以和笙弦一起唱伴。为作词入门，所以在每首词的开始，施伯谟为读者校正词谱和发声，同时标明字数和韻音，可见作者的良苦用心。所以他的《硕果斋词》又名《模范作词读本》。
研究南洋历史，溝通中南文化，弘揚中華文學，開启海外词教的先声，施伯谟对發展僑界文化，在中外文明交流互鉴的历史进程中具有一定的貢献，也正是他一生的抱負。
1940年5月，因患肺炎，施伯谟在上海仁济医院病逝。

## 著作
- 《碩果齋詞》又名《模范作詞讀本》[13]。
- 《天南回憶録》[7]。